# Grzybówka nitkowatotrzonowa

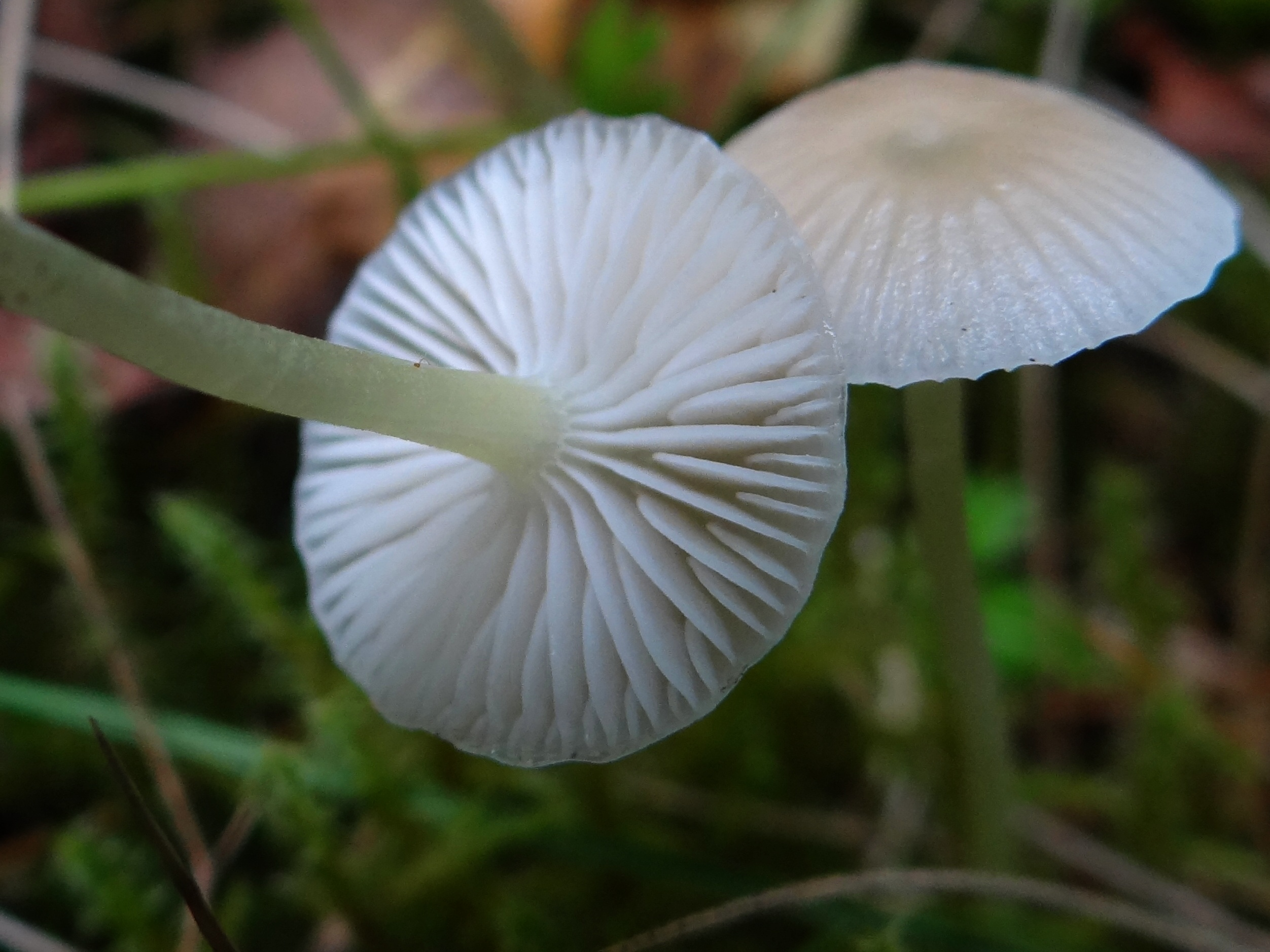

Grzybówka nitkowatotrzonowa (Mycena filopes (Bull.) P. Kumm.) – gatunek grzybów z rodziny grzybówkowatych (Mycenaceae).

## Systematyka i nazewnictwo
Pozycja w klasyfikacji według Index Fungorum: Mycena, Mycenaceae, Agaricales, Agaricomycetidae, Agaricomycetes, Agaricomycotina, Basidiomycota, Fungi.
Po raz pierwszy takson ten zdiagnozował w 1788 r. Bulliard nadając mu nazwę Agaricus filopes. Obecną, uznaną przez Index Fungorum nazwę nadał mu w 1871 r. P. Kumm., przenosząc go do rodzaju Mycena. 
Niektóre synonimy nazwy naukowej:

- Agaricus filopes Bull. 1788
- Linopodium filopes (Bull.) Earle 1909)
- Mycena acutata (Kalchbr. & F. Muell.) Sacc. 1891)
- Mycena amygdalina (Pers.) Singer 1961)
- Mycena filopes var. acutata (Kalchbr. & F. Muell.) McAlpine 1895
- Mycena filopes (Bull.) P. Kumm. 1871) var. filopes
- Mycena iodiolens S. Lundell 1932)
- Mycena iodiolens S. Lundell 1932) var. iodiolens
- Prunulus filopes (Bull.) House 1920)

Nazwę polską zaproponował Władysław Wojewoda w 2003 r., w 1987 r. Maria Lisiewska opisywała ten gatunek pod nazwą grzybówka nitkowata. 

## Morfologia
Kapelusz
Średnica 5-15 mm. Kształt młodych owocników jajowaty, potem stożkowato-dzwonkowaty. Posiada płaski garbek, często wklęsły. Powierzchnia gładka, o barwie od beżowoszarej przez bladoszarobrązową do brązowej. Szczyt kapelusza ciemniejszy, brzegi ostre, nierówne i wyraźnie jaśniejsze, niemal białe. Jest higrofaniczny – w stanie wilgotnym staje się wodnisty i przeźroczyście pręgowany od prześwitujących blaszek, podczas suchej pogody jest matowy, oszroniony i srebrzyście połyskujący. Prążkowanie widoczne jest również podczas suchej pogody. 
Blaszki
Wąskie, nieco zbiegające, do trzonu przyrośnięte, czasami zbiegające ząbkiem. Blaszek kompletnych jest  16-23. Mają barwę od białawej do jasnoszarej, nigdy nie są różowawe.
Trzon
Wysokość do 15,5c m, grubość do 2 mm, jest nitkowaty, rurkowaty, prosty lub nieco zakrzywiony, łamliwy. Powierzchnia gładka, tylko u młodych owocników oprószona lub drobniutko owłosiona, szybko jednak gładka. Na większej części swojej długości ma barwę szarobrązową, ku szczytowi jaśniejącą i przechodząca w niemal białawą. Podstawę porastają długie i grube białe włókienka grzybni.
Miąższ
Bardzo cienki, w kapeluszu kruchy, w trzonie włóknisty. Smaku brak, po wysuszeniu ma zapach jodoformu.
Cechy mikroskopowe
Wysyp zarodników białawy. Zarodniki elipsoidalne i pestkowate z dzióbkiem, hialinowe i amyloidalne. Mają gładką powierzchnię, ziarnistą zawartość i rozmiar 89–12 × 4–6 μm.

## Występowanie i siedlisko
Grzybówka nitkowatotrzonowa notowana jest w Europie, Ameryce Północnej, Japonii i Nowej Zelandii. W Polsce nie jest rzadka. 
Saprotrof. Występuje na polach, w ogrodach, gdzie rośnie na liściach, opadłych gałązkach  i innych szczątkach roślinnych,  często wśród mchów.

## Gatunki podobne
- grzybówka borowa (Mycena metata) – jest niemal identyczna, ale odróżnia ją różowawe przybarwienie występujące na blaszkach i na kapeluszu, brak srebrzystego połysku i wyrazistego prążkowania kapelusza. Nie ma też zapachu jodoformu[4].
- grzybówka zielonawa (Mycena arcangeliana) – ma inny odcień kapelusza i trzon niebieskaworóżowo fioletowy lub szarooliwkowy[6].